# Odo al II-lea al Saxoniei răsăritene
Odo al II-lea (d. 1046) a fost margraf de Ostmark de la 1030 până la moarte.
Odo era unicul fiu al margrafului Thietmar de Ostmark, căruia i-a succedat din ianuarie 1030. Tot ceea ce se știe despre Odo este că nu a avut urmași direcți, murind se pare înainte de a atinge majoratul. Ca urmare, el a fost succedat de către cumnatul său, Dedi de Wettin. Cu toate acestea, Ostmark devenise în acel moment un teritoriu atât de restrâns, încât Dedi a mai stăpânit doar în Luzacia Inferioară.